# Incontri internazionali di rugby a 15 di metà anno 1977
A metà anno è tradizione che le selezioni di rugby a 15, europee in particolare, ma non solo, si rechino fuori dall'Europa o nell'emisfero sud per alcuni test. Si disputano però anche molti incontri tra nazionali dello stesso emisfero Sud.
- -  Inghilterra Under 23 in Canada : mentre i migliori giocatori sono impegnati a preparare il tour dei Lions, i giovani inglesi si recano in Canada: saranno due successi agevoli.

| Ottawa 4 giugno 1977 | Canada | 13 – 26 | Inghilterra U23 |  |

| Toronto 11 giugno 1977 | Canada | 9 – 29 | Inghilterra U23 |  |

- -  Francia in Argentina: due test match in questo tour. Dopo una prima sconfitta, i Pumas si dimostrano squadra di rango costringendo i Francesi al pareggio.

| Buenos Aires 25 giugno 1977 | Argentina | 3 – 26 | Francia | Etcheverry |

| Buenos Aires 2 luglio 1977 | Argentina | 18 – 18 | Francia | Etcheverry |

- -  British Lions in Nuova Zelanda ed Isole Figi: basata soprattutto su giocatori gallesi, la selezione dei Lions fallisce l'obiettivo del tour con 3 sconfitte su 4 partite con gli All Blacks.

| Wellington 18 giugno 1977 | Nuova Zelanda | 16 – 12 | Isole Britanniche | Athletic Ground |

| Christchurch 9 luglio 1977 | Nuova Zelanda | 9 – 13 | Isole Britanniche |  |

| Dunedin 30 luglio 1977 | Nuova Zelanda | 19 – 7 | Isole Britanniche | Carisbrook |

| Auckland 13 agosto 1977 | Nuova Zelanda | 10 – 9 | Isole Britanniche | Eden Park |

| Suva 20 agosto 1977 | Figi | 25 – 21 | Isole Britanniche XV |  |

- - Tonga alle Isole Figi: La selezione delle Isole Tonga si reca in tour alle Isole Figi. Subirà tre pesanti rovesci nei test match ufficiali.

| Suva 9 luglio 1977 | Figi | 13 – 9 | Tonga |  |

| Suva 23 luglio 1977 | Figi | 33 – 7 | Tonga |  |

| Suva 30 luglio 1977 | Figi | 43 – 9 | Tonga |  |

- -  Belgio in Sud Africa: il piccolo Belgio affronta uno storico tour in Sudafrica, dove affronterà selezioni locali e provinciali.

| Pretoria 6 agosto 1977 | Northern Transvaal | 32 – 6 | Belgio |  |

| Potchefstroom 9 agosto 1977 | Western Transvaal | 18 – 8 | Belgio |  |

| Bloemfontein 13 agosto 1977 | Orange Free State | 34 – 12 | Belgio |  |

| Oudtshoorn 16 agosto 1977 | Western District Sel. | 28 – 9 | Belgio |  |

| Città del Capo 20 agosto 1977 | Coloured XV | 6 – 6 | Belgio |  |

| Kimberley 24 agosto 1977 | Kimberley XV | 15 – 9 | Belgio |  |

| Pretoria 27 agosto 1977 | Pretoria XV | 29 – 14 | Belgio |  |

- -  Scozia in Estremo Oriente: agevole tour ufficioso per la nazionale scozzese.

| Bangkok 4 settembre 1977 | Thailandia | 6 – 82 | Scozia XV |  |

| Hong Kong 7 settembre 1977 | Hong Kong | 6 – 42 | Scozia XV |  |

| Tokyo 18 settembre 1977 | Giappone | 9 – 74 | Scozia XV | Olympic |